# Fontaine-l'Abbé
 Fontaine-l'Abbé  es una comuna y población de Francia, en la región de Alta Normandía, departamento de Eure, en el distrito de Bernay y cantón de Bernay Este.
Su población en el censo de 1999 era de 549 habitantes.
Está integrada en la Communauté de communes de Risle-Charentonne .

## Demografía
| 468 | 476 | 532 | 510 | 564 | 549 |
| Para los censos de 1962 a 1999 la población legal corresponde a la población sin duplicidades (Fuente: INSEE [Consultar]) |     |     |     |     |     |

- Datos: Q1074376
- Multimedia: Fontaine-l'Abbé / Q1074376

1. ↑  Worldpostalcodes.org, código postal n.º 27470.
2. ↑  INSEE, Datos de población para el año 2012 de Fontaine-l'Abbé (en francés).